# Myron M. Cowen
Myron Melvin Cowen (* 25. Januar 1898 in Logan, Iowa; † 1. November 1965 in Washington, D.C.) war ein US-amerikanischer Diplomat, der unter anderem zwischen 1948 und 1949 Botschafter in Australien, von 1949 bis 1951 Botschafter auf den Philippinen sowie zwischen 1952 und 1953 Botschafter in Belgien war.

## Leben

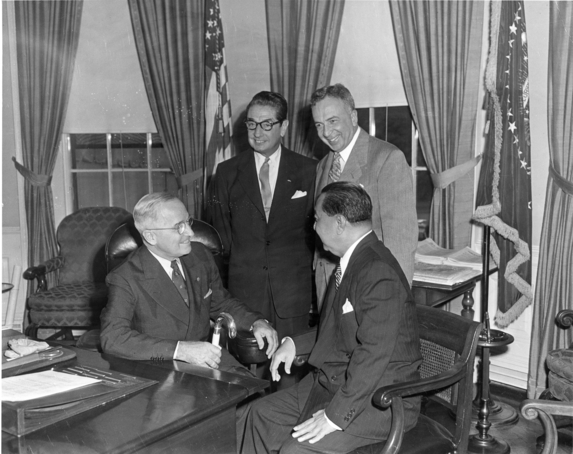
Myron M. Cowen (stehend, recht) mit US-Präsident Harry S. Truman (sitzend, links), dem Präsidenten der Philippinen Elpidio Quirino (sitzend, rechts) sowie dem philippinischen Botschafter in den USA, Joaquín Miguel Elizalde (15. September 1951)

Cowen absolvierte nach dem Schulbesuch zwischen 1914 und 1915 ein grundständiges Studium am Wofford College in Spartanburg und danach ein Studium der Rechtswissenschaften an der Drake University in Des Moines, das er 1918 abschloss. Im Anschluss ließ er sich als Rechtsanwalt in Des Moines nieder und war später von 1926 bis 1933 Mitarbeiter (Commissioner) am US Court of Appeals in Washington, D.C., wo er im Anschluss zwischen 1935 und 1948 als Rechtsanwalt tätig war.
Während einer Sitzungspause des Senats wurde er am 1. Juli 1948 zum Botschafter in Australien ernannt und trat dieses Amt am 20. August 1948 als Nachfolger von Robert Butler an. Nachdem seine Ernennung am 2. März 1949 nach der Behandlung im US-Senat zurückgezogen wurde, wurde er am 17. März 1949 abberufen. Daraufhin wurde Pete Jarman am 7. September 1949 sein Nachfolger.
Unmittelbar nach der Rücknahme seiner Berufung wurde Cowen am 2. März 1949 als Nachfolger von Emmet O’Neal zum Botschafter auf den Philippinen ernannt und übergab am 23. Mai 1949 sein Beglaubigungsschreiben an den Präsidenten der Philippinen Elpidio Quirino. Den Posten als Botschafter auf den Philippinen bekleidete er bis zum 14. Oktober 1951, woraufhin Raymond A. Spruance am 7. Februar 1952 seine Nachfolge antrat. Zuletzt wurde er als Nachfolger von Robert Daniel Murphy am 11. Juni 1952 Botschafter in Belgien und verblieb in dieser Funktion bis zum 8. Juni 1953. Sein dortiger Nachfolger wurde am 22. Juli 1953 Frederick M. Alger, Jr.
Nach seinem Ausscheiden aus dem diplomatischen Dienst war er bis zu seinem Tode wieder als Rechtsanwalt in Washington, D.C. tätig.